# Achille Grospierre
Achille Grospierre (né le 25 mai 1872 au Locle et décédé le 10 décembre 1935 à Berne) était un syndicaliste, horloger et homme politique suisse (Parti socialiste (PSS)). De 1917 à 1935, il fut membre du Conseil national.

## Biographie
Après avoir terminé sa scolarité obligatoire au Locle, Grospierre effectue un apprentissage d'horloger comme son père avant lui. À partir de 1903, il fut secrétaire de l'association des coquilliers (syndicat des artisans de boîtes de montres ), puis à partir de 1910 son président. À partir de 1912, il est secrétaire de l'association des ouvriers horlogers de la Fédération des ouvriers de l'industrie horlogère sous Émile Ryser. En 1915, il fut l'un des co-initiateurs de l'Association suisse des ouvriers du métal et de l'horlogerie et dirigea son secrétariat central à Berne. Il était également rédacteur en chef du journal ouvrier Lutte Syndicale.
De 1903 à 1915, Grospierre fut membre du parlement local et du conseil local du Locle. Dans le même temps, il était membre du Grand Conseil du Canton de Neuchâtel. En 1913, il se présente pour la première fois comme membre du Conseil national lorsqu'il se présente à une élection partielle dans le canton de Neuchâtel et est battu par Auguste Leuba. Cependant, il réussit aux élections du Conseil national en 1917 dans la circonscription du Jura Sud. Il a été réélu cinq fois de suite dans le canton de Berne. En 1932, il démissionna de son poste de membre du Conseil national et resta secrétaire central de Smuv jusqu'à sa mort.